# Paul Thomson
Paul Thomson va nàixer el 15 de setembre de 1977 a Glasgow. Anteriorment tocava la bateria en una banda anomenada Yummy Fur. En Glasgow treballava com DJ al bar Vic i com a model, posant despullat per a treballs i tasques de pintura, a l'Escola d'Art de Glasgow. Abans havia treballat, també, com a ballarí de claqué. Actualment està casat i té 2 fills.
Dels membres de Franz Ferdinand, només Paul Thomson va nàixer en Escòcia, mentre que Alex Kapranos, Nick i Bob només estan vinculats a aquest país per motius de residència.

## Inicis
Thomson sempre ha tingut notable interès per la música per això té l'habilitat de tocar diversos instruments, entre els quals destaca la guitarra, el baix, a més de la bateria. Durant, la dècada dels '90 va participar en bandes variades d'indie rock, com Yummy Fur.

## Curiositats
Paul Thomson és el fill de Bert i Ellen Thomson. Ell té una germana anomenat Hazel Thomson. Paul és un seguidor del Celtic FC. El 2009, Paul Thomson va ser votat com el més gran bateria d'Escòcia pels lectors de "Dear Scotland".